# Nazionale femminile di roller derby della Scozia
La nazionale di roller derby della Scozia è la selezione maggiore femminile di roller derby, il cui nickname è Team Scotland, che rappresenta la Scozia nelle varie competizioni ufficiali o amichevoli riservate a squadre nazionali. Si è classificata undicesima nel campionato mondiale di roller derby 2011 di Toronto.

## Risultati
Legenda: Grassetto: Risultato migliore, Corsivo: Mancate partecipazioni

## Dettaglio stagioni

### Amichevoli
| Stagione | Vin | Par | Per | Tot | PF   | PS  | avversaria                                                |
| -------- | --- | --- | --- | --- | ---- | --- | --------------------------------------------------------- |
| 2011     | 2   | 0   | 0   | 2   | 341  | 118 | The Best of The Rest, Northern All-Stars                  |
| 2012     | 2   | 0   | 0   | 2   | 271  | 218 | Team Steve, GlasArrg                                      |
| 2014     | 5   | 0   | 0   | 5   | 1404 | 622 | EuroStars, HOT or WOT, Irlanda, Galles, Indie Occidentali |
|          |     |     |     |     |      |     |                                                           |
| Totale   | 9   | 0   | 0   | 9   | 2016 | 958 |                                                           |

### Tornei

#### Mondiali
| Stagione | regular season | regular season | regular season | regular season | regular season | regular season | playoff | playoff | playoff | playoff | playoff | playoff     | playoff    |
|          | Vin            | Par            | Per            | Tot            | PF             | PS             | Vin     | Per     | Tot     | PF      | PS      | risultato   | avversaria |
| -------- | -------------- | -------------- | -------------- | -------------- | -------------- | -------------- | ------- | ------- | ------- | ------- | ------- | ----------- | ---------- |
| 2011     | 0              | 0              | 2              | 2              | 112            | 559            | 2       | 2       | 4       | 316     | 510     | Undicesima  | Brasile    |
| 2014     | 2              | 0              | 1              | 3              | 515            | 224            | 0       | 1       | 1       | 35      | 464     | Tredicesima | Australia  |
|          |                |                |                |                |                |                |         |         |         |         |         |             |            |
| Totale   | 2              | 0              | 3              | 5              | 627            | 783            | 2       | 3       | 5       | 351     | 974     |             |            |

### Riepilogo bout disputati
| Anno | Luogo     | Evento         | Fase del torneo            | Incontro                      | Risultato |
| 2011 | Glasgow   | Amichevole     |                            | Scozia - The Best of The Rest | 127 - 60  |
| 2011 | Edimburgo | Amichevole     |                            | Scozia - Northern All-Stars   | 214 - 58  |
| 2011 | Toronto   | Mondiale       | Fase a gironi              | Nuova Zelanda - Scozia        | 124 - 111 |
| 2011 | Toronto   | Mondiale       | Fase a gironi              | Scozia - Stati Uniti          | 1 - 435   |
| 2011 | Toronto   | Mondiale       | Primo turno playoff        | Australia - Scozia            | 251 - 48  |
| 2011 | Toronto   | Mondiale       | Primo turno consolazione   | Argentina - Scozia            | 91 - 114  |
| 2011 | Toronto   | Mondiale       | Secondo turno consolazione | Germania - Scozia             | 104 - 41  |
| 2011 | Toronto   | Mondiale       | Finale 11º - 12º posto     | Brasile - Scozia              | 64 - 113  |
| 2012 | Glasgow   | Amichevole     |                            | Scozia - Team Steve           | 138 - 132 |
| 2012 | Glasgow   | Amichevole     |                            | Scozia - GlasArrg             | 133 - 86  |
| 2014 | Glasgow   | Amichevole     |                            | Scozia - EuroStars            | 399 - 87  |
| 2014 | Glasgow   | Amichevole     |                            | Scozia - HOT or WOT           | 205 - 177 |
| 2014 | Newport   | Road to Dallas |                            | Scozia - Irlanda              | 204 - 147 |
| 2014 | Newport   | Road to Dallas |                            | Galles - Scozia               | 115 - 277 |
| 2014 | Newport   | Road to Dallas |                            | Scozia - Indie Occidentali    | 319 - 96  |
| 2014 | Dallas    | Mondiale       | Fase a gironi              | Scozia - Messico              | 207 - 45  |
| 2014 | Dallas    | Mondiale       | Fase a gironi              | Finlandia - Scozia            | 126 - 78  |
| 2014 | Dallas    | Mondiale       | Fase a gironi              | Scozia - Colombia             | 230 - 53  |
| 2014 | Dallas    | Mondiale       | Ottavi di finale           | Australia - Scozia            | 464 - 35  |

## Confronti con le altre Nazionali
Questi sono i saldi della Scozia nei confronti delle Nazionali incontrate.

### Saldo positivo
| Nazionale         | Giocate | Vinte | Pareggiate | Perse | PF  | PS  | Ultima vittoria | Ultimo pari | Ultima sconfitta |
| ----------------- | ------- | ----- | ---------- | ----- | --- | --- | --------------- | ----------- | ---------------- |
| Indie Occidentali | 1       | 1     | 0          | 0     | 319 | 96  | 2014            | -           | -                |
| Colombia          | 1       | 1     | 0          | 0     | 250 | 53  | 2014            | -           | -                |
| Galles            | 1       | 1     | 0          | 0     | 277 | 115 | 2014            | -           | -                |
| Irlanda           | 1       | 1     | 0          | 0     | 204 | 147 | 2014            | -           | -                |
| Brasile           | 1       | 1     | 0          | 0     | 113 | 64  | 2011            | -           | -                |
| Argentina         | 1       | 1     | 0          | 0     | 114 | 91  | 2011            | -           | -                |
| Messico           | 1       | 1     | 0          | 0     | 207 | 45  | 2014            | -           | -                |

### Saldo negativo
| Nazionale     | Giocate | Vinte | Pareggiate | Perse | PF  | PS  | Ultima vittoria | Ultimo pari | Ultima sconfitta |
| ------------- | ------- | ----- | ---------- | ----- | --- | --- | --------------- | ----------- | ---------------- |
| Australia     | 2       | 0     | 0          | 2     | 83  | 715 | -               | -           | 2014             |
| Stati Uniti   | 1       | 0     | 0          | 1     | 1   | 435 | -               | -           | 2011             |
| Germania      | 1       | 0     | 0          | 1     | 41  | 104 | -               | -           | 2011             |
| Finlandia     | 1       | 0     | 0          | 1     | 78  | 126 | -               | -           | 2014             |
| Nuova Zelanda | 1       | 0     | 0          | 1     | 111 | 127 | -               | -           | 2011             |